# Milde
Milde ist ein deutscher Familienname.

## Namensträger
- Albert Milde (1839–1904), österreichischer Kunstschlosser und Bauingenieur
- Carl August Julius Milde (1824–1871), deutscher Botaniker
- Carl Julius Milde (1803–1875), deutscher Maler, Konservator und Restaurator
- Caroline Milde (1830–1903), deutsche Schriftstellerin, siehe Similde Gerhard
- Engelbert Milde (1885–1951), deutscher Sänger und Kabarettist
- Franz von Milde (1855–1929), deutscher Opernsänger
- Franz Milde (1864–1926), deutscher Knappschaftsjurist in Oberschlesien
- Gerald Milde (1932–2023), deutscher Geologe und Hochschullehrer
- Gottfried Milde senior (1934–2018), deutscher Jurist und Politiker (CDU)
- Gottfried Milde junior (* 1963), deutscher Politiker (CDU)
- Hans Feodor von Milde (1821–1899), österreichischer Opernsänger
- Hansom Milde-Meißner (Johannes Friedrich Milde, 1899–1983), deutscher Komponist
- Heinrich Milde (1676–1739), evangelischer Theologe, Pädagoge, Slawist und Verleger
- Hellmuth Milde (1941–2023), deutscher Ökonom
- Horst Milde (Politiker) (1933–2023), deutscher Politiker (SPD)
- Horst Milde (Marathonorganisator) (* 1938), deutscher Leichtathlet und Marathonorganisator
- Julius Milde (1824–1871), deutscher Botaniker
- Karl August Milde (1805–1861), Industrieller und preußischer Politiker
- Kurt Milde (1932–2007), deutscher Hochschullehrer und Architekt
- Lothar Milde (* 1934), deutscher Leichtathlet
- Ludwig Milde (1849–1913), tschechischer Fagottist, Komponist und Hochschullehrer
- Manfred Milde (* 1948), deutscher Fußballspieler
- Maria Milde (1921–2005), deutsche Schauspielerin, Synchronsprecherin, Autorin und Sängerin
- Max Josef Milde (1922–2016), deutscher Unteroffizier der Luftwaffe
- Michael Milde (* 1948), deutscher Radrennfahrer
- Natalie von Milde (1850–1906), deutsche Schriftstellerin und Frauenrechtlerin
- Oliver Milde (* 1993), deutscher Handballspieler
- Paul Milde (* 1995), deutscher Fußballspieler
- Rocco Milde (* 1969), deutscher Fußballspieler
- Rosa von Milde (Rosalie von Milde, geb. Rosa Agthe; 1827–1906), deutsche Sängerin und Gesangspädagogin
- Stephanie Milde (* 1988), deutsche Fußballspielerin
- Sybille Milde (* 1977), deutsche Köchin, siehe Sybille Schönberger
- Tino Milde (* 1972), deutscher Fußballspieler
- Tor Milde (1953–2014), norwegischer Musikjournalist
- Ulrich Milde (* 1949), deutscher Schauspieler und Regisseur
- Vincenz Eduard Milde (1777–1853), Bischof von Leitmeritz und Erzbischof von Wien
- Wolfgang Milde (1934–2011), deutscher Handschriftenwissenschaftler und Bibliotheksdirektor